# Dociostaurus
Dociostaurus es un género de saltamontes de la subfamilia Gomphocerinae, familia Acrididae, y está asignado a la tribu Dociostaurini. Este género se distribuye en Europa, África y Asia.

## Especies
Las siguientes especies pertenecen al género Dociostaurus:

### SubgéneroDociostaurus, Fieber, 1853
- Dociostaurus apicalis (Walker, 1871)
- Dociostaurus australis (Bolívar, 1889)
- Dociostaurus brachypterus Demirsoy, 1979
- Dociostaurus cephalotes Uvarov, 1923
- Dociostaurus curvicercus Uvarov, 1942
- Dociostaurus diamesus Bey-Bienko, 1948
- Dociostaurus hammadae Ingrisch, 1983
- Dociostaurus hispanicus Bolívar, 1898
- Dociostaurus histrio (Fischer von Waldheim, 1846)
- Dociostaurus kervillei Bolívar, 1911
- Dociostaurus maroccanus (Thunberg, 1815)
- Dociostaurus minutus La Greca, 1962
- Dociostaurus pecularis Moeed, 1971
- Dociostaurus plotnikovi Uvarov, 1921
- Dociostaurus salmani Demirsoy, 1979
- Dociostaurus turbatus (Walker, 1871)

### SubgéneroKazakiaBey-Bienko, 1933
- Dociostaurus brevicollis (Eversmann, 1848)
- Dociostaurus genei (Ocskay, 1832)
- Dociostaurus icconium Sirin & Mol, 2013
- Dociostaurus jagoi Soltani, 1978
- Dociostaurus tarbinskyi (Bey-Bienko, 1933)
- Dociostaurus tartarus Stshelkanovtzev, 1921

### SubgéneroStauronotulusTarbinsky, 1940
- Dociostaurus brachypterus Liu, 1981 [nombre personal]
- Dociostaurus cappadocicus (Azam, 1913)
- Dociostaurus crassiusculus (Pantel, 1886)
- Dociostaurus dantini Bolívar, 1914
- Dociostaurus hauensteini (Bolívar, 1893)
- Dociostaurus kraussi (Ingenitskii, 1897)
- Dociostaurus kurdus Uvarov, 1921

### Incertae sedis
- Dociostaurus biskrensis Moussi & Petit, 2014